# Distretto di Saylla
Il distretto di Saylla è uno degli otto distretti della provincia di Cusco, in Perù. Si trova nella regione di Cusco.